# Langues guamo
Les langues guamo sont une petite famille de langues amérindiennes d'Amérique du Sud, parlée dans les Llanos, au Venezuela. L'aire d'extension de ces langues se situait dans les États actuels d'Apure, Barinas, Guárico et Portuguesa .
Ces langues sont éteintes depuis longtemps.